# Pestszentlőrinci Unitárius Egyházközség

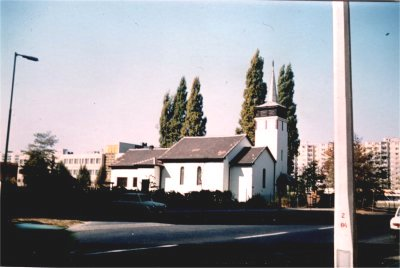
Pestszentlőrinci unitárius templom

A Pestszentlőrinci Unitárius Egyházközséget a trianoni békediktátumot követően az Erdélyből elmenekülni kényszerült és Pestszentlőrincen letelepedett unitárius hívek hozták létre.

## Kezdetek
1920 után, a trianoni békediktátumot követően a Felvidékről, Délvidékről, Erdélyből érkezett menekülteket a  Népjóléti Minisztérium a volt Lipták lőszergyár helyén telepítette le. Az unitárius és nem unitárius menekülteket a közös sors összekapcsolta, és szorgalmas összefogással kedves kisvárost varázsoltak az egykori gyártelepből, amely Állami lakótelep néven maradt fenn 1977-ig.

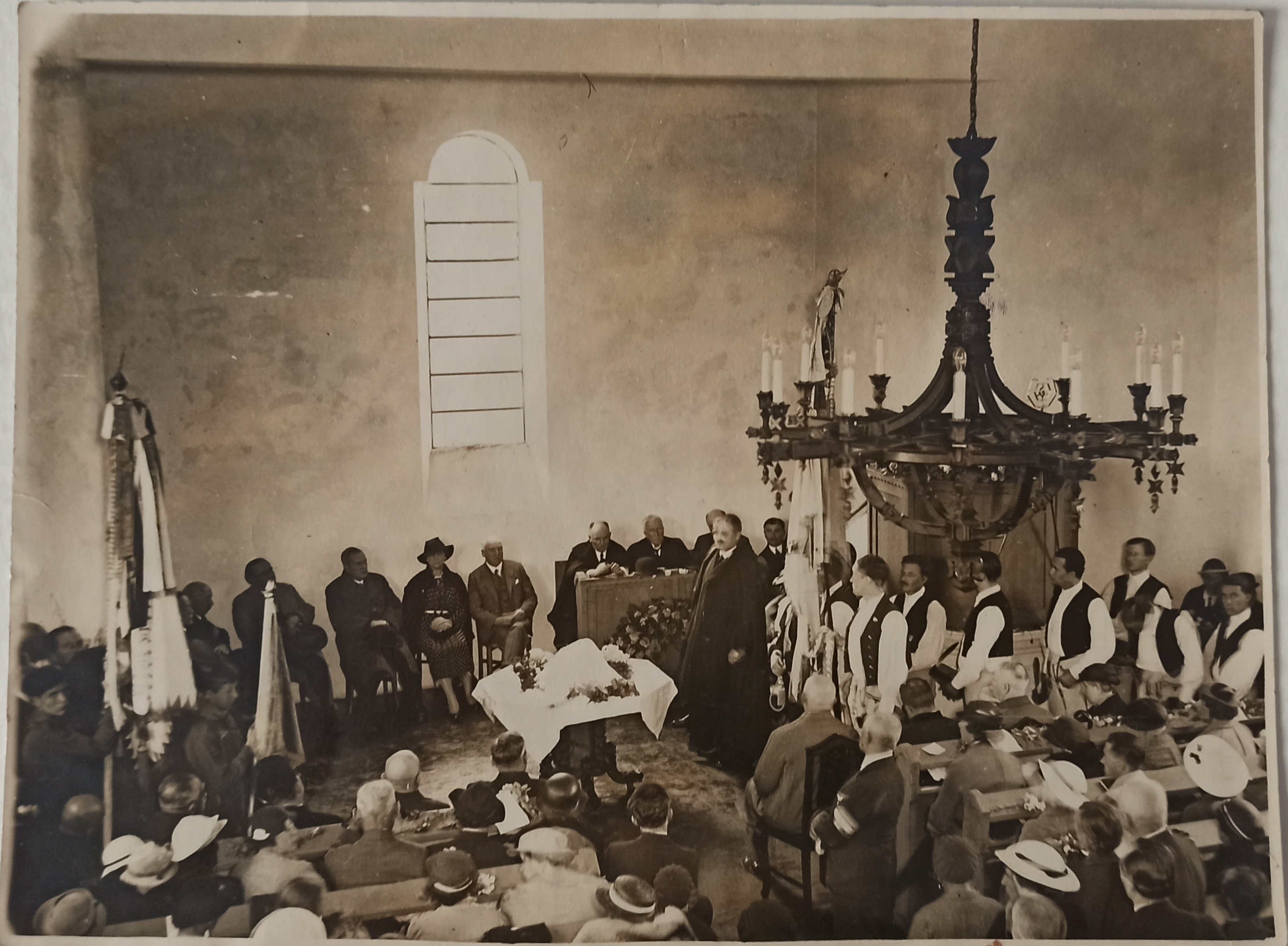
Templomszentelés, 1936. június 7.

Kezdetben az unitárius lelkigondozást, az istentiszteletek tartását, a hitoktatást a Budapesti Egyházközség lelkészei végezték.
1928-ban egy fiatal hitoktató lelkész, Pethő István került Budapestre Erdélyből. Munkaterületéhez az állami telep is hozzátartozott. Mint lelkész összefogta kis létszámú gyülekezetét. Biciklijével rendszeresen látogatta a hatalmas területet. Hét-nyolc helyen is tartott rendszeresen istentiszteletet. Mint ifjúsági vezető cserkészcsapatot alakított, szervezte az egyetemi ifjúságot.

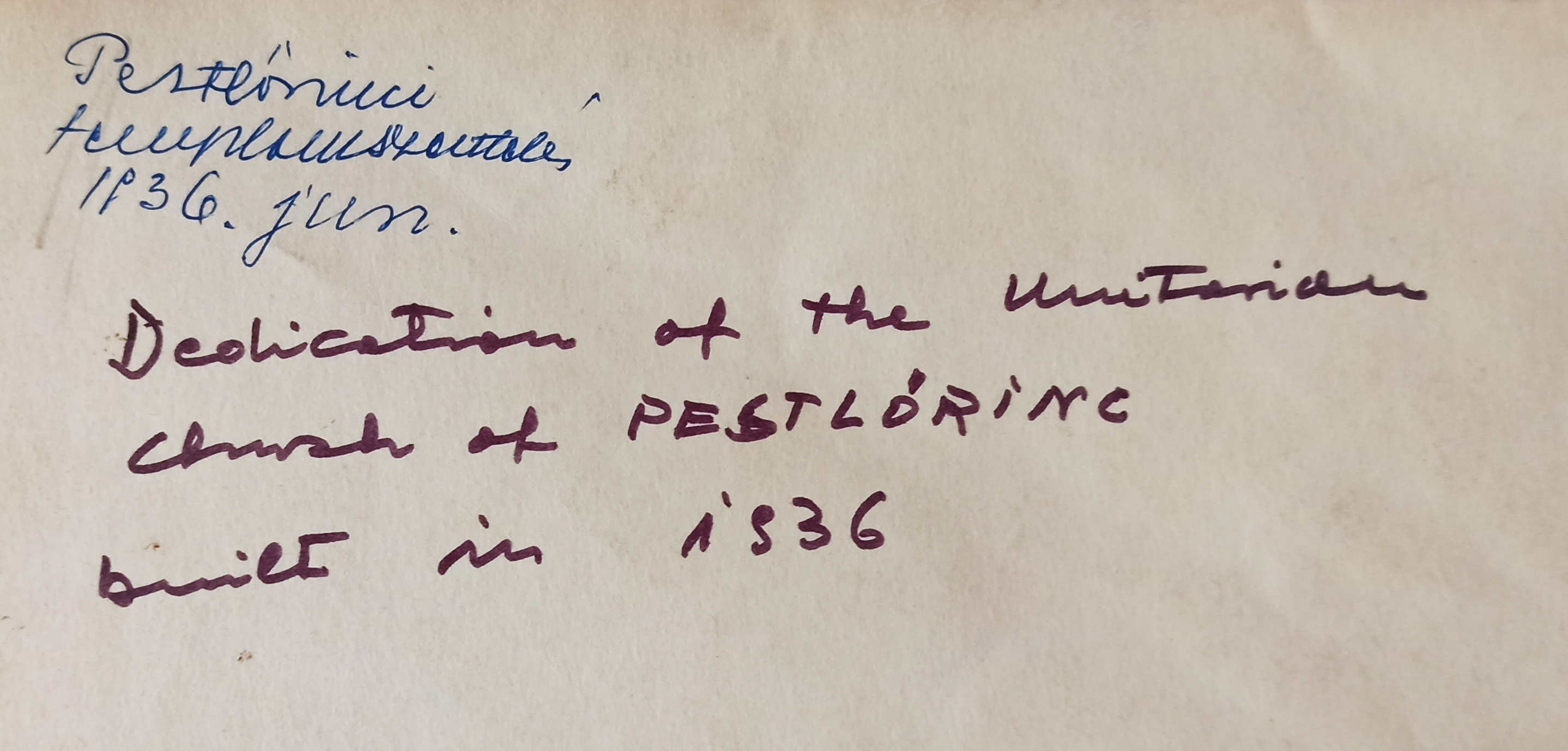
Templomszentelési kép hátlapja

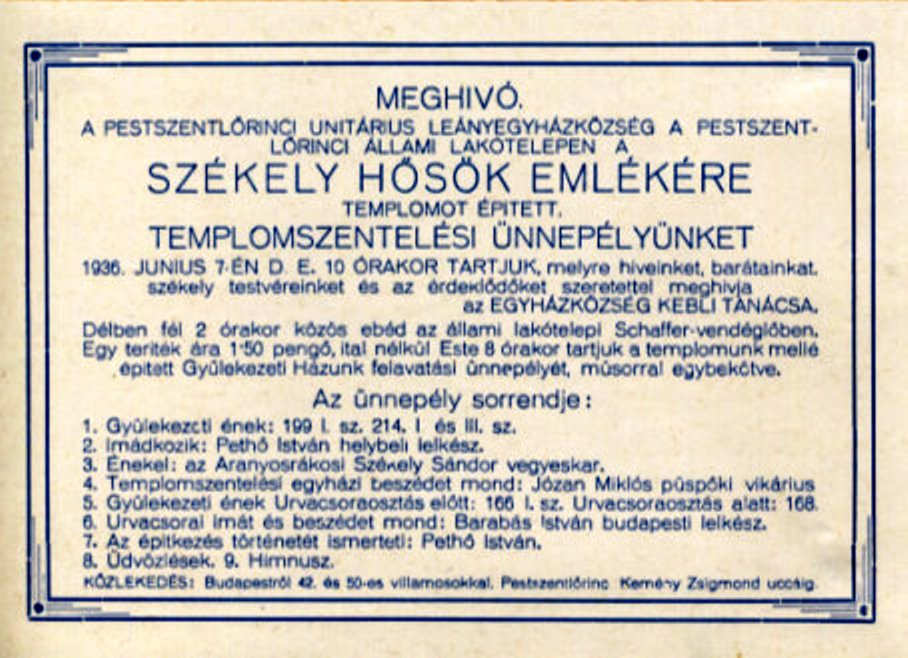
Meghívó az unitárius templom felszentelésére (1936)

## Templomépítés
Kezdetben egy barakk nedves termébe jártak istentiszteletre, és ott tartottak időnként családi összejöveteleket. Egyre erősödött szívükben a templom építésének a vágya, melyet önerőből sikerült megvalósítaniuk. Ebben a hívek nagy segítségére volt, hogy a belügyminisztérium átengedett egy kis méretű barakképületet templom céljára. Olcsón megvásároltak egy düledező műhelyépületet, amelyből a gyülekezet tagjai kitermeltek annyi téglát, hogy az elég volt a templom felépítéséhez. Máthé Géza unitárius építészmérnök díjtalanul elkészítette a terveket. Az építkezést a hívek önerőből végeztél el. Pethő István így emlékezik: „Ami ezután következett, az a hatvan székely család csodát érő legendája volt. Mintha életünkben Istenországa feszítette volna hatalmas erőit.”
1935. október 3-án történt meg a templom alapkőletétele. Rövid időn belül felépült a templom és a gyülekezeti terem. 1936. június 7-én sor került a templom felszentelésére, tudósít erről Pestszentlőrinc története is. A templom padjait, csillárjait, a szószék faburkolatát Damonkos Albert műbútorasztalos presbiter készítette. Az első kis harmónium a kispesti lakos Czirmay György harmóniumkészítő presbiter munkája.

## A második világháború után
A háborút követő nehézségek ellenére a hívek összetartottak, a közösség gyarapodott lelkileg és anyagilag is. Ezt mi sem bizonyítja jobban, mint az, hogy közös összefogással, gyűjtéssel és Pethő István lelkész egyéni támogatásával a még hiányzó templomi harang is elkészült. A harangot méltó nagy ünnepléssel 1949 nyarán avatták fel. A templom harangja ebben a YouTube-videóban hallható.
1977-től a kertes házakat lebontották és helyette tízemeletes beton házak épültek, ezáltal kialakult a mai Havanna-lakótelep. 

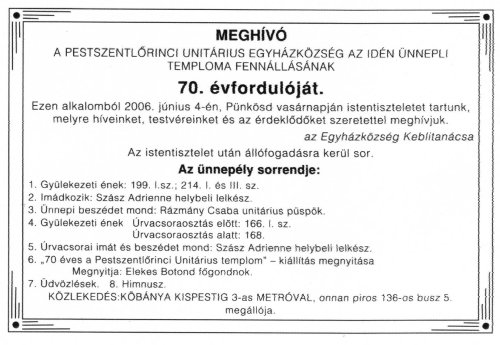
Meghívó a 70. évfordulóra

1990-től, az Erdélyből áttelepült családok bejelentkezésének köszönhetően a gyülekezet létszáma gyarapodott, mintegy 200 család tartozik a gyülekezethez. Számtalan programmal próbálják gazdagítani a közösség lelki életét.
2006. június 4-én, pünkösd napján ünnepelte a gyülekezet a templom építésének 70. évfordulóját.
2016. június 19-én, nagyszabású rendezvény keretében, országos szinten ünnepelte az unitárius egyház a pestszentlőrinci unitárius templom építésének 80. évfordulóját.
2021-ben centenáriumi megemlékezéseket tartottak a 18. kerületben a Tomory Lajos Múzeum és a kerületi önkormányzat szervezésében, annak emlékére, hogy a trianoni békediktátum miatt, az elcsatolt területekről érkező menekültek számára létrehozták az ún. állami telepet. Ezen a lakótelepen két templom épült, előbb az unitárius, majd a katolikus.

## Lelkészek
- A templomépítő lelkész Pethő István 1928-1952
- Huszti János 1952-1971
- László Andor 1971-1983
- dr. Jakab Jenő 1983-1995
- Rázmány Csaba 1995-2001
- Szász Adrienne 2001-2009
- dr. Szent-Iványi Ilona 2011-2024